# Тарле Євген Вікторович
Євге́н Ві́кторович Та́рле  (8 листопада 1874, Київ — 6 січня 1955, Москва) — український історик, педагог. Академік АН СРСР. Автор книг «Наполеон», «Нашествие Наполеона на Россию», «Талейран», «Жерминаль и прериаль», «Крымская война» та ін.

## Біографія
Народився 8 листопада 1874 року в єврейській сім'ї купця з Херсона. Закінчив Херсонську чоловічу гімназію № 20 і 1892 року вступив в Новоросійського університету в Одесі на історико-філологічний факультет. Через рік перевівся на аналогічний факультет до Київського університету.
1896 року закінчив навчання і залишився працювати на кафедрі для підготовки до професорського звання, викладав у київських гімназіях, друкувався в журнальній періодиці, брав участь у підготовці статей до енциклопедичного словника Брокгауза і Ефрона. Наукова та громадська активність молодого вченого привернула увагу влади: Є.Тарле був арештований і висланий з Києва.
З 1901 — в Петербурзі.
У 1901 — перша наукова робота (магістерська дисертація) про Томаса Мора.
З 1903 — приват-доцент університету. Є.Тарле був прихильником конституційних змін в Росії. 1905 — арештований і знову позбавлений права займатися викладацькою діяльністю. Зміни в житті Росії, що сталися як наслідок революції 1905 року, повернули Є.Тарле до викладацької діяльності. 1911 — захистив докторську дисертацію.
Події 1917 року знайшли суперечливий відгук у вченому. Він вітав лютневу революцію й вів активну наукову та громадську діяльність. Регулярно виїздив до Франції для роботи в архівах, сприяв налагодженню розірваних наукових контактів з Європою. Обраний дійсним членом Товариства французької революції, почесним членом Академії політичних наук Колумбійського університету тощо.
1921 — член-кореспондент АН СРСР, 1927 — дійсний член АН СРСР.
1930 — арештований разом з іншими істориками у, так званій, «академічній справі». В ув'язненні провів півтора року, виключений з Академії Наук, 1931 року відправлений у заслання в Казахстан.
З 8 серпня 1931 року перебував у вигнанні в Алма-Аті, де розпочав роботу над «Наполеоном».
Потім був реабілітований Сталіним завдяки «Наполеону».
Під тиском міжнародної наукової громадськості Є.Тарле дозволили викладати історію в Алма-Атинському університеті, а 1932 дозволили повернутися до Москви.
1933 — відновлений на посаді професора Ленінградського університету, пізніше — в званні академіка.
Проте повністю вчений був реабілітований лише посмертно в 1967 році.
Останні дослідження документів по, так званій, «Академічній справі» дозволяють стверджувати, що Тарле доносив на своїх колег по історичному цеху, зокрема, на історика Платонова С.Ф., звинувачуючи його у тому, що він очолював контрреволюційний гурток у Ленінграді.
Помер 6 січня 1955 року в Москві

## Наукова діяльність
Протягом останніх тридцяти років свого життя Є.Тарле вів активне наукове й творче життя: викладав, писав нові книги, підручники історії, укладав збірники документів. Він автор монографій «Наполеон» (1936), «Талейран» (1940), «Кримська війна» (1941—1943) та багатьох інших ґрунтових наукових досліджень.
1940-го року вчений був обраний почесним доктором університетів Брно, Праги, Осло, Сорбонни, член-кореспондентом Британської академії, членом Норвезької АН, Філадельфійської академії політичних та соціальних наук в США.

## Нагороди
- Три ордени Леніна, два ордени Трудового Червоного Прапора.
- Тричі лауреат Сталінської премії (1942 р. за «Історію дипломатії», 1943, 1946 рр.)

## Увічнення пам'яті
- На честь Є. В. Тарле названо вулицю в Херсоні.